# 丘皮卡山
14°2′4″S 71°15′47″W / 14.03444°S 71.26306°W
丘皮卡山（Chupika），是秘魯的山峰，位於該國南部庫斯科大區，由坎奇斯省的切卡庫佩區和皮圖馬卡區負責管轄，屬於安地斯山脈的一部分，海拔高度5,062米。